# Palo (religion)
Palo är en synkretisk religion (eller en samling närbesläktade religioner), även känd som Las Reglas de Congo, som uppkom genom sammansmältning av kongolesisk folkreligion, kubansk indianreligion och folklig spanskspråkig katolicism på Kuba. De mest kända grenarna av Palo kallas för Palo Mayombe, Palo Briyumba och Palo Kimbisa. Religionens panteon leds av ett högsta väsende, Nzambi, som motsvarar Gud i romersk-katolsk mening. Under detta högsta väsende anses ett stort antal andra andar eller gudaväsen, nkisi eller kimpungulu existera. De hädangångnas själar (i synnerhet förfäderna) utgör också en del av Palos föreställningsvärld. I religionsutövningen är kärl som anses "bebos" av andar, nganga, och kommunikation med andar genom medier viktiga.
Utövare är ofta dubbelanslutna till Romersk-katolska kyrkan och till kardeciansk spiritualism.
Kongolesisk folkreligion har även påverkat de från Palo åtskilda religionerna Congos del Espiritu Santo (Dominikanska republiken), Candomblé de Congo (Brasilien) och Kumina (Jamaica och Bahamas), samt de huvudsakligen protestantiska folkmagiska systemen Obeah (Jamaica) och Hoodoo (södra USA).
Palo skall inte förväxlas med Santería, en annan kubansk synkretisk religion, med rötter i yorubareligion i stället för kongolesisk folkreligion, eller med haitisk voodoo, som har sina rötter i Benins folkreligion.